# Ponte Palatino
Ponte Palatino, conhecida também como Ponte Inglese ("Ponte Inglesa"), é uma ponte que liga o Lungotevere Aventino ao Lungotevere Ripa em Roma, Itália, nos rioni Ripa e Trastevere.

## Descrição
Esta ponte foi projetada pelo arquiteto Angelo Vescovali e construída entre 1886 e 1890 no lugar da parcialmente destruída ponte de 2200 anos de idade, a Pons Aemilius (conhecida como Ponte Rotto – "Ponte Arruinada"). Um arco da antiga ponte de três arcos foi destruída numa enchente em 1598 e outro, demolido por Vescovali em 1887 para abrir espaço para a Ponte Palatino, deixando a antiga ponte como nada mais do que um arco no meio do rio vizinho da ponte moderna.
A Ponte Palatino deve seu nome ao monte Palatino, em cujo sopé ela está. Ela liga o Fórum Boário à piazza Castellani, em frente à ilha Tiberina; o epíteto "inglese" é uma referência ao fluxo do tráfego pela esquerda aplicado na ponte e padrão na Inglaterra.
A ponte em si tem quatro pilares em cantaria com uma superfície de metal e abrange 155 metros de comprimento. 